# Интенция
Инте́нция (от лат. intentio — «намерение; стремление») — направленность сознания, мышления на какой-либо предмет.
В отличие от желания, интенция понимается как задуманный план действий. Интенция, — коммуникативное намерение, может появиться в виде замысла строить высказывание в том или ином стиле речи, в монологической (или диалогической) форме. Разновидностью интенции является речевая (коммуникативная) интенция — намерение осуществить речевой акт.
Интенция также может означать бессознательное намерение, буквально «то, что ведёт меня изнутри туда, куда я хочу».

## В философии
В трудах Фомы Аквинского интенция (intentio) и выбор (electio) составляют 2 определяющих элемента направляемого практическим разумом свободного нравственного «акта воли» (actus voluntatis). Поэтому интенция как намерение аналогично инстинкту «неразумных животных» (bruta animalia), но не тождественно ему, так как имеет разумную природу.

## В римском праве
В римском судопроизводстве, в так называемом формулярном процессе, интенция — это основная часть исковой формулы, в которой излагалась суть претензии истца к ответчику.

## Религиозное использование термина
Интенция — то, о чём кто-либо просит в молитве. В зависимости от интересов самого молящегося или других лиц, интенция может иметь духовный (или материальный) характер, быть личной или общей. Интенция мессы — это интенция священника, служащего мессу, и людей, принимающей в ней участие, или лица, её заказавшего. Молиться «в интенции римского папы» значит молиться о том, о чём просит папа римский. Термин широко используется среди верующих Католической церкви.

### В иудаизме
В иудаизме аналогом категории «интенция» часто называют понятие кавана. Согласно одному из описаний,

Кавана — это направленность сердца, то есть сосредоточенное внимание, интенция, вкладывание души в то, что ты делаешь. Кавана в молитве является неотъемлемой частью самой заповеди. Молитва ни в коем случае не должна приобретать рутинный характер, становиться механическим проговариванием знакомых слов. Сказано у мудрецов, «молитва без каваны — это тело без дыхания».
— Сидур «Шаарей Тфила»
По словам раввина Хаима Галеви Донина: «Кавана диаметрально противоположна совершенному, но механическому прочтению и произнесению слов. Кавану можно определить и иначе; каждое определение представляет при этом более высокую ступень каваны, каждая дефиниция есть призыв и требование к молящимся. Первая ступень каваны предполагает знание и понимание ими того, что произносится в молитве. Затем следует освобождение духа от всех внешних, отвлекающих мыслей и полная концентрация на молитве. Завершает всё высшая ступень каваны, когда слова молитвы произносят с большой самоотверженностью, сосредоточенностью и благоговением, думая о её глубинном смысле».

### В исламе
В исламе аналогом категории «интенция» называют понятие ният. Ният переводится как «намерение», «мотивация», «интенция» и трактуется как осознанное совершение какого-либо действия или отказ от его совершения с чётким осознанием цели и смысла действия либо воздержания от него. Ният играет ключевую роль в оценке поступков человека, в частности влияет на богословско-правовое заключение относительно ритуальной и юридической силы того или иного действия (молитвы, поста, брака, развода) или на решение исламского суда по уголовному делу.